# Емблема Ладакха
Емблема Ладакха — символ, який використовується для представлення уряду Ладакха, регіону в північній частині Індійського субконтиненту, який наразі управляється Індією як союзна територія. Його було прийнято після створення союзної території Ладакх 31 жовтня 2019 року.

## Автономні гірничі ради розвитку
Ладакх поділений на два округи, кожен з яких обирає автономну районну раду.

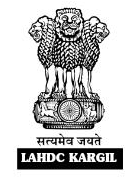
Рада розвитку автономної гори Ладакх, Каргіл

## Історичні символи

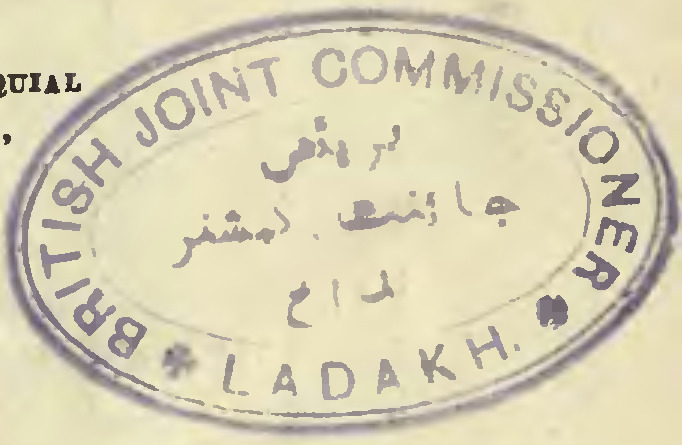
Печатка британського спільного комісара в Ладакху, яка використовувалася в період британського панування в Індії

## Урядовий прапор
Адміністрація Ладакха може бути представлена синім прапором, на якому зображено емблему Індії срібним кольором зі словами «ТHE ADMINISTRATION OF», вписаними вгорі в дузі, і словами «UT LADAKH (INDIA)», написаними на прямій лінії під обома золотом.

Прапор Ладакха